# Arrondissement Mende
Das Arrondissement Mende ist eine Verwaltungseinheit des Départements Lozère in der französischen Region Okzitanien. Präfektur ist Mende.
Es besteht aus zehn Wahlkreisen und 114 Gemeinden. Bei der Schaffung der französischen Arrondissements im Jahr 1800 gab es im Département Lozère zunächst noch ein drittes, das Arrondissement Marvejols mit zehn Kantonen rund um das Städtchen Marvejols. Es wurde 1926 aufgelöst und vollständig in das Arrondissement Mende eingegliedert.

## Wahlkreise
- Kanton La Canourgue (mit sechs von neun Gemeinden)
- Kanton Chirac
- Kanton Grandrieu
- Kanton Langogne
- Kanton Marvejols
- Kanton Mende-1
- Kanton Mende-2
- Kanton Saint-Alban-sur-Limagnole
- Kanton Saint-Chély-d’Apcher
- Kanton Saint-Étienne-du-Valdonnez (mit 14 von 18 Gemeinden)

## Gemeinden
Die Gemeinden des Arrondissements Mende sind:
| 1. Albaret-le-Comtal (48001)        | 2. Albaret-Sainte-Marie (48002)         | 3. Allenc (48003)                    | 4. Altier (48004)                   |
| 5. Antrenas (48005)                 | 6. Arzenc-d’Apcher (48007)              | 7. Arzenc-de-Randon (48008)          | 8. Auroux (48010)                   |
| 9. Badaroux (48013)                 | 10. Balsièges (48016)                   | 11. Banassac-Canilhac (48017)        | 12. Barjac (48018)                  |
| 13. Bel-Air-Val-d’Ance (48038)      | 14. Blavignac (48026)                   | 15. Bourgs sur Colagne (48099)       | 16. Brenoux (48030)                 |
| 17. Brion (48031)                   | 18. Chadenet (48037)                    | 19. Chanac (48039)                   | 20. Chastanier (48041)              |
| 21. Chastel-Nouvel (48042)          | 22. Châteauneuf-de-Randon (48043)       | 23. Chauchailles (48044)             | 24. Chaudeyrac (48045)              |
| 25. Chaulhac (48046)                | 26. Cheylard-l’Évêque (48048)           | 27. Cubières (48053)                 | 28. Cubiérettes (48054)             |
| 29. Cultures (48055)                | 30. Esclanèdes (48056)                  | 31. Fontans (48063)                  | 32. Fournels (48064)                |
| 33. Gabrias (48068)                 | 34. Grandrieu (48070)                   | 35. Grandvals (48071)                | 36. Grèzes (48072)                  |
| 37. Julianges (48077)               | 38. La Bastide-Puylaurent (48021)       | 39. La Canourgue (48034)             | 40. Lachamp-Ribennes (48126)        |
| 41. La Fage-Montivernoux (48058)    | 42. La Fage-Saint-Julien (48059)        | 43. Lajo (48079)                     | 44. Langogne (48080)                |
| 45. Lanuéjols (48081)               | 46. La Panouse (48108)                  | 47. La Tieule (48191)                | 48. Laubert (48082)                 |
| 49. Laval-du-Tarn (48085)           | 50. Le Born (48029)                     | 51. Le Buisson (48032)               | 52. Le Malzieu-Forain (48089)       |
| 53. Le Malzieu-Ville (48090)        | 54. Les Bessons (48025)                 | 55. Les Hermaux (48073)              | 56. Les Laubies (48083)             |
| 57. Les Monts-Verts (48012)         | 58. Les Salces (48187)                  | 59. Les Salelles (48185)             | 60. Luc (48086)                     |
| 61. Marchastel (48091)              | 62. Marvejols (48092)                   | 63. Mende (48095)                    | 64. Mont Lozère et Goulet (48027)   |
| 65. Montbel (48100)                 | 66. Montrodat (48103)                   | 67. Monts-de-Randon (48127)          | 68. Nasbinals (48104)               |
| 69. Naussac-Fontanes (48105)        | 70. Noalhac (48106)                     | 71. Palhers (48107)                  | 72. Paulhac-en-Margeride (48110)    |
| 73. Pelouse (48111)                 | 74. Peyre en Aubrac (48009)             | 75. Pied-de-Borne (48015)            | 76. Pierrefiche (48112)             |
| 77. Pourcharesses (48117)           | 78. Prévenchères (48119)                | 79. Prinsuéjols-Malbouzon (48087)    | 80. Prunières (48121)               |
| 81. Recoules-d’Aubrac (48123)       | 82. Recoules-de-Fumas (48124)           | 83. Rimeize (48128)                  | 84. Rocles (48129)                  |
| 85. Saint Bonnet-Laval (48139)      | 86. Saint-Alban-sur-Limagnole (48132)   | 87. Saint-André-Capcèze (48135)      | 88. Saint-Bauzile (48137)           |
| 89. Saint-Bonnet-de-Chirac (48138)  | 90. Saint-Chély-d’Apcher (48140)        | 91. Saint-Denis-en-Margeride (48145) | 92. Sainte-Eulalie (48149)          |
| 93. Sainte-Hélène (48157)           | 94. Saint-Étienne-du-Valdonnez (48147)  | 95. Saint-Flour-de-Mercoire (48150)  | 96. Saint-Frézal-d’Albuges (48151)  |
| 97. Saint-Gal (48153)               | 98. Saint-Germain-du-Teil (48156)       | 99. Saint-Jean-la-Fouillouse (48160) | 100. Saint-Juéry (48161)            |
| 101. Saint-Laurent-de-Muret (48165) | 102. Saint-Laurent-de-Veyrès (48167)    | 103. Saint-Léger-de-Peyre (48168)    | 104. Saint-Léger-du-Malzieu (48169) |
| 105. Saint-Paul-le-Froid (48174)    | 106. Saint-Pierre-de-Nogaret (48175)    | 107. Saint-Pierre-le-Vieux (48177)   | 108. Saint-Privat-du-Fau (48179)    |
| 109. Saturnin (48181)               | 110. Saint-Sauveur-de-Ginestoux (48182) | 111. Serverette (48188)              | 112. Termes (48190)                 |
| 113. Trélans (48192)                | 114. Villefort (48198)                  |                                      |                                     |

## Ehemalige Gemeinden seit der landesweiten Neuordnung der Kantone
bis 2018:
Chambon-le-Château, Saint-Symphorien, Ribennes, Lachamp, Rieutort-de-Randon, Estables, Saint-Amans, Servières, La Villedieu
bis 2016:
Aumont-Aubrac, Bagnols-les-Bains, Belvezet, Chasseradès, Fau-de-Peyre, Javols, La Chaze-de-Peyre, Laval-Atger, Le Bleymard, Malbouzon, Mas-d’Orcières, Prinsuéjols, Saint-Bonnet-de-Montauroux, Sainte-Colombe-de-Peyre, Saint-Julien-du-Tournel, Saint-Sauveur-de-Peyre
bis 2015:
Banassac, Canilhac, Chirac, Fontanes, Le Monastier-Pin-Moriès, Naussac

## Bevölkerung
| Jahr      | 1881    | 1891    | 1901   | 1911   | 1921   | 1931   | 1936   | 1954   |
| --------- | ------- | ------- | ------ | ------ | ------ | ------ | ------ | ------ |
| Einwohner | 107.712 | 102.160 | 98.475 | 94.517 | 84.992 | 80.334 | 78.365 | 67.182 |
| Jahr      | 1962    | 1968    | 1975   | 1982   | 1990   | 1999   | 2011   |        |
| Einwohner | 67.844  | 64.598  | 62.900 | 62.707 | 61.024 | 60.985 | 63.907 |        |